# Johan Olsson (längdskidåkare)
Johan Arne Olsson, född 19 mars 1980 i Skultuna, är en svensk före detta längdskidåkare som tävlade på elitnivå  åren 2001–2017. 
Olsson vann två OS-guld (2010 och 2014) i stafett samt två VM-guld individuellt (50 km vid VM 2013 och 15 km vid VM 2015). Två gånger har han fått motta Svenska Dagbladets guldmedalj, både efter OS-guldet 2010 och VM-guldet 2013.
I maj 2018 stod det klart att han från säsongen 2018/19 tillsammans med Mattias Nilsson och Fredrik Uusitalo skulle bli tränare för svenska herrlandslaget i längdskidåkning.

## Biografi

### Bakgrund och svenska tävlingar
Johan Olsson föddes 1980 i Skultuna, en tätort i Västerås kommun. Redan som barn flyttade han dock med föräldrarna till Östersund, där de tidigare bott. Johan Olssons intresse för skidåkning kom tidigt i livet.
Han började som junior tävla på klubbnivå för Åsarna IK åren 1994 och 1995. Därefter representerade han Östersunds SK och Stockviks SF. 1998 återkom han till Åsarna IK och tävlade för klubben fram till 2016. Från och med skidsäsongen 2016/2017 tävlar Olsson åter för Stockviks SF, en klubb placerad i Sundsvallsregionen där Olsson bor sedan 2014.
På klubbnivå har Johan Olsson bland annat 2010 blivit svensk mästare i stafett med Åsarna IK 2013 blev han även svensk mästare på 15 kilometer.

### Världscupen
Johan Olsson gjorde sin första världscuptävling den 8 december 2001, i ett 10-kilometerslopp i italienska Cogne. Skador och sjukdomar försenade Olssons karriär, och framgångarna i skidspåren lät länge vänta på sig. Säsongen 2008/2009 tog den då 28-årige Olsson ett stort kliv i sin karriär via sin första världscupseger i Davos den 13 december, vilket han följde upp med en tredjeplats i italienska Val di Dentro. Båda segrarna skedde på favoritdistansen 15 kilometer klassisk stil.
Totalt har Johan Olsson, fram till och med sommaren 2016, ställt upp i 98 olika världscuplopp. Sammanlagt har han hamnat på topp-3 under sju olika lopp, inklusive fem segrar. Under delar av den aktiva karriären har Olsson haft problem med skador och/eller sjukdomar, och mellan OS 2014 och VM 2015 tävlade han endast fem gånger (endast en gång i världscupen).

### VM-tävlingar

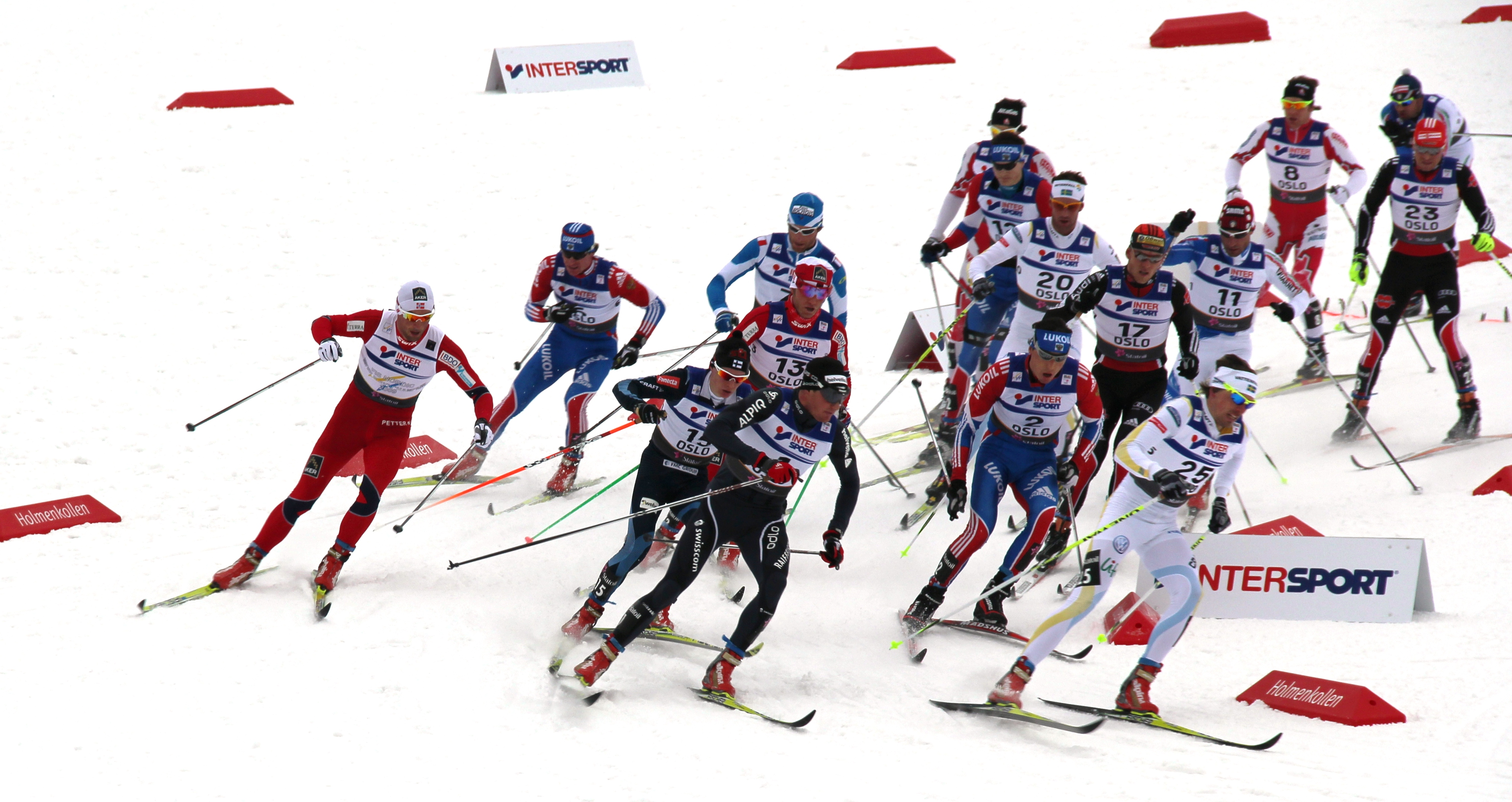
Längst fram till höger: Johan Olsson (nummer 25) under dubbeljakten vid VM 2011.

Inför VM i Liberec 2009 var Olsson en av förhandsfavoriterna till att vinna loppet över 15 km, en distans där han kom trea i under världscupsäsongen 2008/2009. Vädret spelade dock honom ett spratt, och han slutade åtta. Även vid VM 2011 i norska Holmenkollen var Johan Olsson medaljtippad. Han fick dock nöja sig med en andraplats med det svenska stafettlaget.
Olssons kanske största individuella seger i karriären kom vid världsmästerskapen 2013 i Val di Fiemme. Där vann han på tävlingarnas sista dag 50 kilometer masstart i klassisk stil, efter att ha varit loss i ledningen tillsammans med schweizaren Dario Cologna redan efter en mils åkning. Sedan Cologna fallit efter 21 km fick Olsson åka resten av loppet ensam och lyckades hålla undan för den jagande klungan. Den bragdartade insatsen ledde också senare till att han fick motta Svenska Dagbladets guldmedalj.
Under VM i Falun 2015 körde Johan Olsson sitt första lopp i 15 km fristil, där han vann guldet med knappt 18 sekunder ner till tvåan Maurice Manificat. Olsson deltog även i det silvermedaljvinnande stafettlaget, i en tävling där han gjorde en mycket bra sträcka och körde upp Sverige till ledning. Han skidade vid 2015 års VM även hem ett brons på 50 km klassisk stil.
Under de olika VM-tävlingarna i karriären har Johan Olsson (fram till 2016) ställt upp i sammanlagt 19 skidlopp, inklusive fem stafetter. Detta har totalt resulterat i sju VM-medaljer, inklusive tre medaljer i stafett.

### Olympiska spel
Olssons stora internationella genombrott kom vid OS 2006 i Turin, där han kom sexa i  15 kilometer klassisk stil. Olsson var också med och tog brons i herrarnas stafett på 4 × 10 kilometer i samma OS, efter att ha ansvarat för den klassiska andrasträckan. Detta var hans första olympiska spel i karriären.

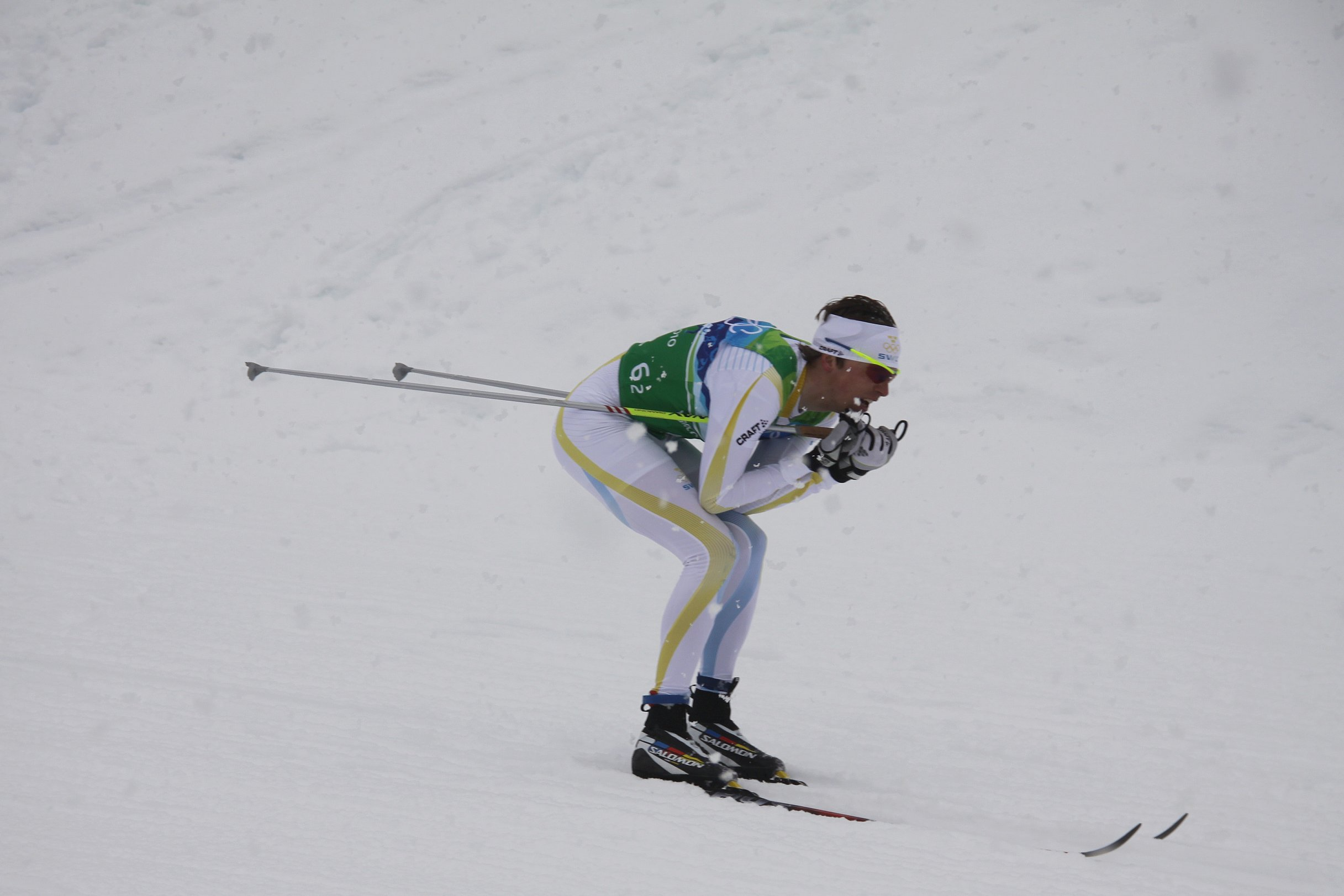
Johan Olsson under sin sträcka på 2010 års OS-stafett. Olsson och Sverige tog guld.

Vid OS 2010 i Vancouver tog Olsson en bronsmedalj i skiathlonloppet, efter att ha lett nästan hela fristilsdelen av loppet. I samma lopp vann landslagskollegan Marcus Hellner guldmedaljen. Olsson var också med i det svenska lag som under samma OS tog guld på 4 × 10 kilometer stafett. Han tog under tävlingarna även brons på 50 kilometer masstart klassisk stil. I 15 kilometer i fri stil kom han elva.
Olsson fick en revbensskada vid årsskiftet 2013/2014, och det var länge oklart om han skulle kunna ställa upp i OS i Sotji. Han lyckades dock komma tillbaka lagom till spelen, och hans första distans var 15 km klassiskt. Det var längesedan han hade tävlat varför formen var osäker, men han gjorde ett bra lopp och lyckades ta hem silvermedaljen. Schweizaren Dario Cologna vann guldet, och bronsmedaljen erövrades av svensken Daniel Richardsson.
Även vid OS-tävlingarna i Sotji vann Sveriges herrlandslag guld i stafett. Detta var Olssons sjätte OS-medalj i karriären.

### Slutet
I april 2017 meddelade Olsson att han avslutade sin elitkarriär.

## Familj
Johan Olsson är sedan 2008  gift med tidigare längdåkaren på elitnivå Anna Olsson (född Dahlberg). De bor sedan 2014 i Sundsvall och har två döttrar tillsammans.

## Utmärkelser
Johan Olsson tilldelades Svenska Dagbladets guldmedalj 2010 tillsammans med Daniel Rickardsson, Anders Södergren och Marcus Hellner, efter att Sverige vunnit den olympiska stafetten samma år. Priset delades ut under Svenska idrottsgalan 2011. 
2013 tilldelades han på nytt Svenska Dagbladets guldmedalj, denna gång ensam efter sin insats på femmilen vid världsmästerskapen i Val di Fiemme 2013. Under Idrottsgalan 2014 fick han även priset för Årets prestation.
Johan Olsson utsågs till 2015 års manliga idrottare vid idrottsgalan 2016.

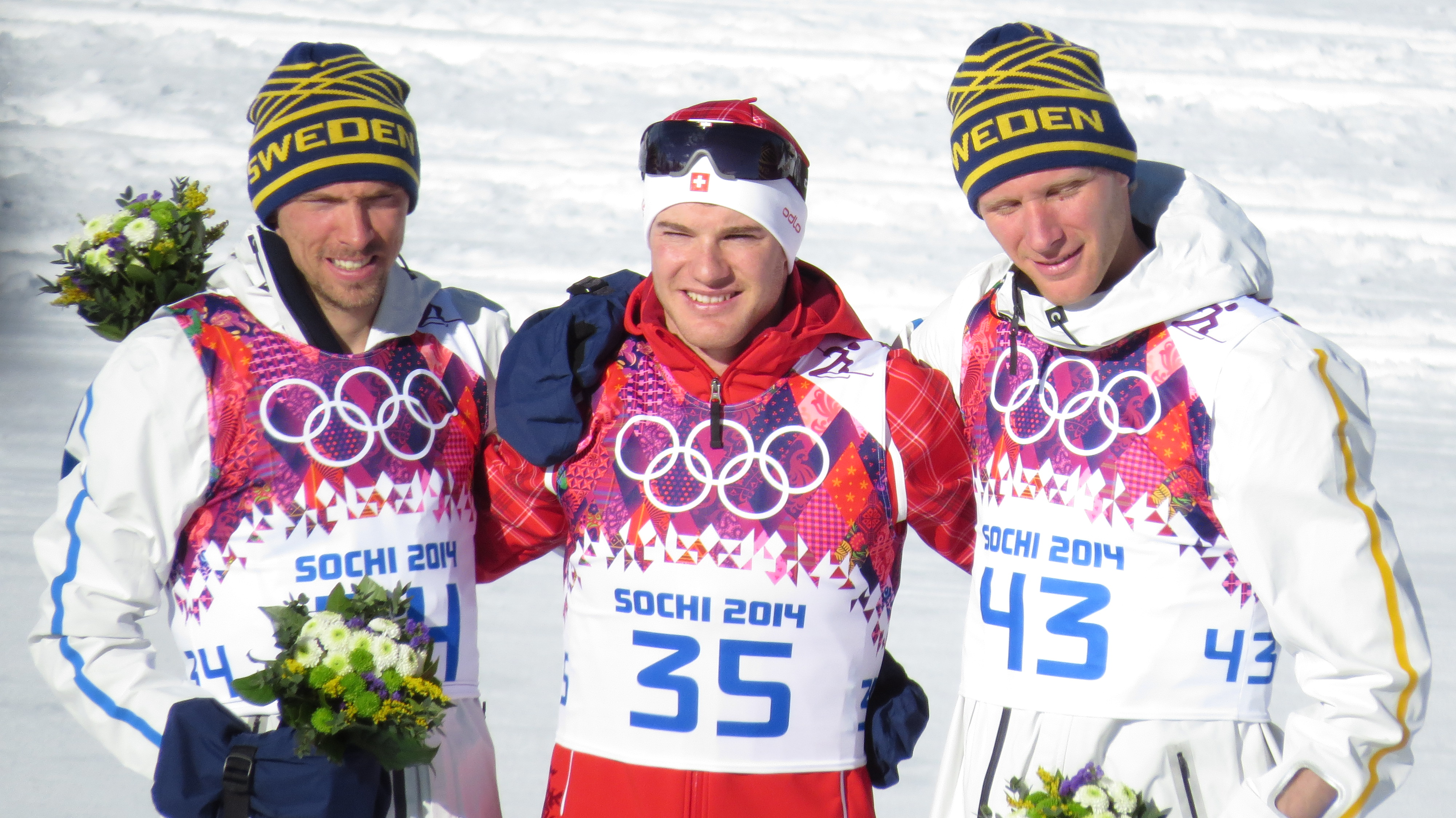
Johan Olsson (silver), Dario Cologna (guld) och Daniel Richardsson (brons) efter 15-km-loppet vid OS 2014.

## Resultat (urval)

### Världscupsegrar
Nedan listas de fem världscupsegrar som Johan Olsson tagit i karriären.
Individuellt (5)
| Datum            | Land     | Ort              | Disciplin                      |
| ---------------- | -------- | ---------------- | ------------------------------ |
| 13 december 2008 | Schweiz  | Davos            | 15 kilometer klassisk stil     |
| 19 november 2011 | Norge    | Sjusjøen         | 15 kilometer fristil           |
| 11 februari 2012 | Tjeckien | Nove Mesto       | 30 kilometer klassisk masstart |
| 18 februari 2012 | Polen    | Szklarska Poreba | 15 kilometer klassisk stil     |
| 17 februari 2013 | Schweiz  | Davos            | 15 kilometer fristil           |

Stafett
| Datum            | Land    | Ort       | Disciplin                |
| ---------------- | ------- | --------- | ------------------------ |
| 21 november 2010 | Sverige | Gällivare | 4 × 10 kilometer stafett |